# PADI

PADI의 교육 시스템

PADI(Professional Association of Diving Instructors)는 1966년 설립된 스쿠버 다이빙 교육 회사이다. 스쿠버 장비 영업을 하던 존 크로닌과 NAUI 강사였던 랄프 에릭슨이 미국 일리노이에서 시작했다. 본부는 미국 캘리포니아에 있으며 호주, 캐나다, 스위스, 일본, 스웨덴, 영국에 지사를 두고 있다.